# Бланка Ланкастерская, баронесса Уэйк
Бланка Ланкастерская (англ. Blanche of Lancaster; приблизительно 1305 — до 12 июля 1380) — английская аристократка, дочь Генри Плантагенета, 3-го графа Ланкастера, жена Томаса Уэйка, 2-го барона Уэйка из Лидделла. Осталась бездетной, пережила мужа на 30 лет. В 1350-е годы произошёл конфликт между Бланкой и епископом Или Томасом Лайлом, в котором суд занял сторону баронессы.

## Биография
Бланка Ланкастерская принадлежала к младшей ветви английского королевского дома Плантагенетов. Она была вторым ребёнком и старшей дочерью Генри Плантагенета, 3-го графа Ланкастера и 3-го графа Лестера, внука короля Генриха III, от брака с Матильдой (Мод) де Чауорт; всего в этом браке родились шесть дочерей и один сын. Бланка родилась приблизительно в 1305 году. До 9 октября 1316 года отец выдал её без разрешения короля Эдуарда II (своего двоюродного брата) за Томаса Уэйка — сына Джона Уэйка, 1-го барона Уэйка из Лидделла, и Джоан Фиенн. Эдуард, узнав об этом, пришёл в ярость, но позже всё-таки смягчился и разрешил Уэйку принять отцовское наследство — обширные земли в Линкольншире и Камберленде и титул. Так Бланка стала баронессой Уэйк из Лидделла.
В правление Эдуарда III Томас Уэйк вошёл в ближайшее окружение короля и всегда пользовался его благосклонностью; это было связано в том числе и со свойством между Томасом и Эдуардом, возникшим благодаря браку первого с Бланкой — троюродной сестрой второго. Барон умер в 1349 году. Бланка осталась бездетной, а потому земли и титул Уэйков перешли к сестре Томаса и её потомкам, графам Кента. Баронесса в качестве «вдовьей доли» получила в пожизненное владение замок Бурн в Линкольншире и другие поместья. В последующие годы произошёл конфликт между ней и епископом Или Томасом Лайлом, переросший в долгую и ожесточённую распрю: люди епископа грабили и сжигали принадлежавшие Бланке имения, нападали на её вассалов. Один из последних, Уильям Холм, был убит. Баронесса обратилась в королевский суд, тот признал Лайла виновным в нанесении ей серьёзного ущерба и обязал епископа выплатить компенсацию.
В апреле 1372 года баронесса получила опеку над своим внучатым племянником, внуком Джоан Ланкастерской Джоном Моубреем, и его обширными владениями, включавшими земли Моубреев и Сегрейвов. Она умерла до 12 июля 1380 года и была похоронена в Стамфорде в Линкольншире.